# Terdjola
Terdjola (en géorgien : თერჯოლა) est une ville géorgienne de la région d'Iméréthie, centre administratif du district homonyme.
Terdjola est située dans la plaine d'Iméréthie dans l'ouest de la Géorgie, sur la rive droite de la rivière Tchkhara. Elle se trouve sur l'autoroute Tbilissi-Zestaponi, à 190 km au nord-ouest de Tbilissi et à 14 km au nord-ouest de Zestaponi. Sa population en 2014 est de 4 644 habitants.
Terdjola est mentionnée pour la première fois dans les sources du XVIIe siècle. Elle a acquis le statut de ville en 1983.
Il existe une série de monuments historiques et culturels dans les environs de Terdjola, tels que la forteresse de Skandé, les ruines du fort et de l'église de Gogni et le complexe de l'église de Tchkhalti avec ses nombreuses antiquités maintenant exposées dans les musées de Géorgie.

## Démographie
| Année | Population | Hommes | Femmes |
| ----- | ---------- | ------ | ------ |
| 1989  | 6318       | --     | --     |
| 2002  | 5489       | --     | --     |
| 2014  | 4644       | 2233   | 2411   |